# Marie Perrier
Pour les articles homonymes, voir Perrier.
Marie Perrier, née le 30 mars 1995, est une coureuse de fond mauricienne polyvalente. Elle a remporté deux médailles d'or aux Jeux des îles de l'océan Indien 2023 sur 10 000 mètres et 5 000 mètres. Elle est également double championne de trail de Maurice et détient les records de Maurice sur 5 000 mètres, 10 000 mètres, semi-marathon et marathon.

## Biographie
Marie Perrier fait ses débuts en course à pied en 2011 où elle s'initie au trail. Courant d'abord sur des distances courtes, elle s'essaie par la suite aux distances plus longues et étoffe sa pratique avec la course sur route et sur piste.
Elle décroche son premier succès en 2016 en remportant l'édition inaugurale des championnats de Maurice de trail court à Case Noyale. L'année suivante, elle remporte le titre sur la distance longue.
Elle déménage par la suite en France à Toulouse pour y suivre des études en marketing et communications. Elle rejoint les rangs du club d'athlétisme local, le CA Balma.
Le 27 mai 2018, elle décroche son premier succès sur un trail en France en s'imposant sur la Marathon-Race du Lac d'Annecy au terme d'une lutte serrée avec la Française Emmanuelle Moracchini. Le 15 juillet, elle prend le départ de l'épreuve de trail court des championnats de France de trail courus dans le cadre de la Sky Race Montgenèvre. Elle mène la course sur un rythme soutenu. Amandine Ferrato la suit dans un premier temps avant d'abandonner. Adeline Roche est la seule qui parvient à tenir le rythme et parvient à accélérer en fin de course. Marie Perrier s'impose en 2 h 21 min 1 s, huit secondes devant Adeline Roche qui décroche le titre. Le 7 octobre, elle participe à l'édition inaugurale des championnats du Commonwealth de semi-marathon courus dans le cadre du semi-marathon de Cardiff. Elle réalise une solide course et termine vingtième femme en 1 h 17 min 0 s. Elle établit un nouveau record de Maurice du semi-marathon, battant le précédent record de Maryse Justin établi en 1991.
Le 13 avril 2019, elle établit un nouveau record de Maurice du 10 000 mètres lors des championnats de France du 10 000 mètres à Pacé. En 36 min 29 s 25, elle bat le record de Maryse Justin vieux de 31 ans. Sélectionnée pour les Jeux des îles de l'océan Indien, elle doit y renoncer en raison d'une fracture de fatigue au bassin,. Elle reprend la compétition en fin d'année et s'impose facilement sur la SaintExpress, battant de plus de vingt minutes ses rivales.
Le 14 août 2020, elle s'adjuge le record de Maurice du 5 000 mètres en 16 min 54 s 72 à Balma. Elle bat de plus de dix secondes le précédent record de Josiane Nairac-Boullé établi en 1989. Le 22 mai 2021 à Albi, elle améliore son record en 16 min 52 s 76.
Elle fait ses débuts sur la distance du marathon en 2022. Le 4 décembre, elle prend le départ de son deuxième marathon au marathon de Valence. Elle établit un nouveau record de Maurice de la distance en 2 h 34 min 35 s,.
En 2023, elle abaisse les records de Maurice du 10 kilomètres en 34 min 29 s lors des 10 km de Blagnac, du semi-marathon en 1 h 12 min 52 s lors du semi-marathon de Lille et du marathon en 2 h 29 min 45 s lors du marathon de Rotterdam.
Le 29 août 2023, elle prend le départ de l'épreuve du 10 000 mètres aux Jeux des îles de l'océan Indien 2023 à Antananarivo. Elle domine la course et décroche la médaille d'or en 38 min 39 s 71, avec cinq secondes d'avance sur sa compatriote Katie Mauthoor. Deux jours plus tard, elle poursuit avec le 5 000 m, où elle se pare à nouveau d'or en 17 min 41 s 92. Elle conclut les Jeux avec une médaille de bronze sur le semi-marathon en 1 h 22 min 12 s, ayant eu de la difficulté à enchaîner les trois épreuves. Le 3 décembre, elle abaisse son record du marathon à 2 h 26 min 19 s lors du marathon de Valence et décroche ainsi son ticket pour le marathon des Jeux olympiques de 2024.

## Palmarès

### Trail
| no  | féminin           | Course                                               | Longueur | Départ            | Temps           |
| --- | ----------------- | ---------------------------------------------------- | -------- | ----------------- | --------------- |
|     | Médaille d'or     | Championnats de Maurice de trail court               | 12 km    | 23 juillet 2016   | ?               |
| 13e | Médaille d'or     | Royal Raid - 35 km                                   | 35 km    | 13 mai 2017       | 2 h 55 min 53 s |
| 4e  | Médaille d'or     | Dodo Trail Trooper                                   | 25 km    | 16 juillet 2017   | 3 h 2 min 28 s  |
|     | Médaille d'or     | Championnats de Maurice de trail long                | 32 km    | 12 août 2017      | 5 h 15 min 45 s |
| 22e | Médaille d'argent | Marathon Des Causses                                 | 36 km    | 21 octobre 2017   | 3 h 54 min 56 s |
| 32e | Médaille d'or     | Marathon-Race du Lac d'Annecy                        | 42 km    | 27 mai 2018       | 4 h 50 min 18 s |
| 14e | Médaille d'or     | SaintExpress                                         | 44 km    | 30 novembre 2019  | 3 h 42 min 32 s |
| 13e | Médaille d'or     | Ultra-Trail Métropole Nice Côte d'Azur - Menton-Nice | 59 km    | 24 septembre 2022 | 6 h 42 min 14 s |
| 11e | Médaille d'or     | Marathon Des Causses                                 | 34 km    | 22 octobre 2022   | 3 h 28 min 28 s |

### Route
| Année | Compétition                                   | Lieu         | Place | Épreuve       | Performance     |
| ----- | --------------------------------------------- | ------------ | ----- | ------------- | --------------- |
| 2017  | Semi-marathon de La Rochelle                  | La Rochelle  | 1re   | Semi-marathon | 1 h 12 min 51 s |
| 2018  | Championnats du Commonwealth de semi-marathon | Cardiff      | 18e   | Semi-marathon | 1 h 17 min 2 s  |
| 2019  | 10 km de Toulouse Métropole                   | Toulouse     | 2e    | 10 kilomètres | 35 min 12 s     |
| 2023  | Jeux des îles de l'océan Indien               | Antananarivo | 3e    | Semi-marathon | 1 h 22 min 12 s |
| 2024  | Monaco Run                                    | Monaco       | 1re   | 10 kilomètres | 35 min 9 s      |
| 2024  | Adidas 10K Paris                              | Paris        | 3e    | 10 kilomètres | 33 min 18 s     |
| 2024  | Jeux olympiques                               | Paris        | 54e   | Marathon      | 2 h 34 min 56 s |

### Piste
| Année | Compétition                     | Lieu         | Place | Épreuve  | Performance    |
| ----- | ------------------------------- | ------------ | ----- | -------- | -------------- |
| 2023  | Jeux des îles de l'océan Indien | Antananarivo | 1re   | 10 000 m | 38 min 39 s 71 |
| 2023  | Jeux des îles de l'océan Indien | Antananarivo | 1re   | 5 000 m  | 17 min 41 s 92 |

## Records
| Épreuve       | Performance          | Date            | Lieu    |
| ------------- | -------------------- | --------------- | ------- |
| 5 000 mètres  | 16 min 52 s 76 (NR)  | 22 mai 2021     | Albi    |
| 10 000 mètres | 34 min 43 s 31 (NR)  | 13 avril 2019   | Pacé    |
| 10 kilomètres | 33 min 12 s (NR)     | 24 mai 2025     | Laredo  |
| Semi-marathon | 1 h 11 min 13 s (NR) | 22 octobre 2023 | Valence |
| Marathon      | 2 h 26 min 19 s (NR) | 3 décembre 2023 | Valence |